# Брадан
Брадан је сребрни талир Дубровачке републике кован од 1725. до 1743, када га је заменио стари вижлин. На аверсу је имао попрсје светог Влаха с дугом брадом (зато је и добио име брадан), а на реверсу грб Дубровачке републике.
Маса му је била 28 до 29 грама, а промер 41,5 до 45 мм. Вредност му је била 1,5 дуката или 60 динарића, а садржао је 15,626 грама сребра.